# Seznam přírodních lesních oblastí v Česku
Seznam přírodních lesních oblastí v Česku uvádí lesní oblasti, vymezené na základě jednotných podmínek geologických, klimatických, orografických a fytogeografických.
Rozdělení území ČR do lesních oblastí v roce 2018 provedl Ústav pro hospodářskou úpravu lesů. Česká republika byla rozčleněna do 41 oblastí, hranice oblastí určuje vyhláška 298/2018 Sb. K oblastem jsou ve vyhlášce zveřejněna i doporučeni pro odvození maximální výše těžby podle rozdělení na hospodářský les a ochranný les, a tzv. lesní typy pro lesnické typologické mapy.
Mapy lesních oblastí zpracoval Karel Matějka a kol.
|    | název PLO                                  | garant za PLO (pobočka ÚHÚL) |
| -- | ------------------------------------------ | ---------------------------- |
| 1  | Krušné hory                                | pob. Plzeň                   |
| 2  | Podkrušnohorské pánve                      | pob. Plzeň                   |
| 3  | Karlovarská vrchovina                      | pob. Plzeň                   |
| 4  | Doupovské hory                             | pob. Plzeň                   |
| 5  | České středohoří                           | pob. Jablonec                |
| 6  | Západočeská pahorkatina                    | pob. Plzeň                   |
| 7  | Brdská vrchovina                           | pob. Stará Boleslav          |
| 8  | Křivoklátsko a Český kras                  | pob. Stará Boleslav          |
| 9  | Rakovnicko-kladenská pahorkatina           | pob. Stará Boleslav          |
| 10 | Středočeská pahorkatina                    | pob. Stará Boleslav          |
| 11 | Český les                                  | pob. Plzeň                   |
| 12 | Předhoří Šumavy a Novohradských hor        | pob. České Budějovice        |
| 13 | Šumava                                     | pob. Plzeň                   |
| 14 | Novohradské hory                           | pob. České Budějovice        |
| 15 | Jihočeské pánve                            | pob. České Budějovice        |
| 16 | Českomoravská vrchovina                    | pob. Brno                    |
| 17 | Polabí                                     | pob. Hradec Králové          |
| 18 | Severočeská pískovcová plošina a Český ráj | pob. Jablonec n. Nisou       |
| 19 | Lužická pískovcová vrchovina               | pob. Jablonec n. Nisou       |
| 20 | Lužická pahorkatina                        | pob. Jablonec n. Nisou       |
| 21 | Jizerské hory a Ještěd                     | pob. Jablonec n. Nisou       |
| 22 | Krkonoše                                   | pob. Hradec Králové          |
| 23 | Podkrkonoší                                | pob. Hradec Králové          |
| 24 | Sudetské mezihoří                          | pob. Hradec Králové          |
| 25 | Orlické hory                               | pob. Hradec Králové          |
| 26 | Předhoří Orlických hor                     | pob. Hradec Králové          |
| 27 | Hrubý Jeseník                              | pob. Olomouc                 |
| 28 | Předhoří Hrubého Jeseníku                  | pob. Olomouc                 |
| 29 | Nízký Jeseník                              | pob. Frýdek — Místek         |
| 30 | Drahanská vrchovina                        | pob. Brno                    |
| 31 | Českomoravské mezihoří                     | pob. Olomouc                 |
| 32 | Slezská nížina                             | pob. Frýdek - Místek         |
| 33 | Předhoří Českomoravské vrchoviny           | pob. Brno                    |
| 34 | Hornomoravský úval                         | pob. Olomouc                 |
| 35 | Jihomoravské úvaly                         | pob. Brno                    |
| 36 | Středomoravské Karpaty                     | pob. Kroměříž                |
| 37 | Kelečská pahorkatina                       | pob. Kroměříž                |
| 38 | Bílé Karpaty a Vizovické vrchy             | pob. Kroměříž                |
| 39 | Podbeskydská pahorkatina                   | pob. Frýdek-Místek           |
| 40 | Moravskoslezské Beskydy                    | pob. Frýdek-Místek           |
| 41 | Hostýnskovsetínské vrchy a Javorníky       | pob. Frýdek-Místek           |